# Oblast Rostov
De oblast Rostov (Russisch: Ростовская область, Rostovskaja oblast) is een oblast (bestuurlijke eenheid) in het Zuidelijk Federaal District van Rusland. De hoofdstad is Rostov aan de Don (Rostov na Donoe), dat sinds 2002 ook de hoofdstad is van het Zuidelijk Federaal District.
De belangrijkste industrieën van Rostov zijn de landbouw, voedselverwerking, zware industrie, steenkool, en de autofabricage. Het gebied is ook belangrijk voor de Russische wijnbouw
De oblast Rostov grenst aan Oekraïne in het westen en de autonome republiek Kalmukkië in het oosten. Aangrenzende oblasten zijn Wolgograd en Voronezj in het noorden. In het zuiden grenst het aan de krajs Krasnodar en Stavropol.
De rivier de Don, een van Europa's grootste rivieren, heeft zijn benedenloop in deze oblast.
De belangrijkste steden zijn Rostov aan de Don, Taganrog, Sjachty, Novotsjerkassk, Volgodonsk, Novosjachtinsk, Batajsk, Kamensk-Sjachtinski, Azov, Goekovo, Salsk en Donetsk.

## Demografie
| 1926      | 1939      | 1959      | 1970      | 1979      | 1989      | 2002      |
| --------- | --------- | --------- | --------- | --------- | --------- | --------- |
| 2.450.000 | 2.892.580 | 3.311.747 | 3.831.262 | 4.079.024 | 4.308.654 | 4.404.014 |